# 佐用系統交流道
佐用系統交流道（さようジャンクション）是位於兵庫縣佐用郡佐用町，連接中國自動車道與鳥取自動車道的系統交流道。

## 連接道路
- 中國自動車道
- 鳥取自動車道（以此系統交流道作起點）

## 歷史
- 1975年10月16日 - 中國自動車道福崎IC至美作IC之間開通。
- 2010年3月28日 - 鳥取自動車道佐用JCT至大原IC之間開通，此系統交流道也同時啟用。

## 鄰近設施
E2A 中國自動車道
(10)山崎IC - (10-1) 宍粟JCT/山崎TB（已停用） - 揖保川PA - (10-2)佐用JCT - (11)佐用IC
E29 鳥取自動車道
(10-2)佐用JCT - 佐用TB - (1)佐用平福IC

## 相關項目
- 日本交匯處一覽

## 外部連結
- 西日本高速道路株式會社（页面存档备份，存于）（日語）